# Иртыш
Ирты́ш (кит. 额尔齐斯河, каз. Ертіс, хант. Тангат) — река, протекающая на территориях Китая (Синьцзян-Уйгурский автономный район), Казахстана и России (Омская и Тюменская области). Является левым и крупнейшим притоком Оби. Длина Иртыша составляет 4248 км, что превышает длину самой Оби на 598 км. Иртыш вместе с Обью — самый протяжённый водоток в России, третий по протяжённости в Азии и шестой в мире (5410 км). Площадь бассейна — 1 643 000 км². Годовой сток равен 94,6 км³.
Высота устья — 17,8 м над уровнем моря.

## Этимология
Впервые название встречается в эпитафиях полководцам Второго Восточно-тюркского каганата Тоньюкуку (646—724) и Кюль-тегину (684—731).
Первым название Иртыша пытался расшифровать тюркский филолог Махмуд аль-Кашгари (1029—1101). По его трактовке, река получила название от слова «эртишмак» (быстро перейти). В то же время согласно легенде, которую приводит его современник, персидский географ аль-Гардизи (ум. 1061) в трактате «Зайн аль-ахбар», автором названия является рабыня родоначальника кимаков царевича Шада. Увидев кочующих возле реки тюрков, она сказала им «иртыш», что означало «остановитесь».
Г. Ф. Миллер приводит версию образования названия реки по имени татарского хана Иртышака, наследника хана Он-Сома.
По одной из версий, название реки происходит из тюркоязычных слов: ир — «земля», тыш — «рыть», то есть означает «роющий землю».
По мнению А. П. Дульзона и В. Н. Поповой, в названии Иртыш сегмент тыш восходит к кетскому чеш, шеш, сис, сес — «река», а начальное ир связано с докетским (иранским) корнем со значением «бурный», «стремительный».
В венгерских хрониках о праистории Венгрии говорится о реке Тогора, эта же река называется в венской иллюстрированной хронике и у Туроца-Тогата. Хунфальви видит здесь воспоминание венгров об Иртыше, который, по Кастрену, называется у остяков Тангат или Тлангатль(Лангал).

## Физико-географическая характеристика
Длина Иртыша составляет 4248 км, площадь водосборного бассейна — 1 643 000 км², уклон — около 0,03 м/км.

### Течение

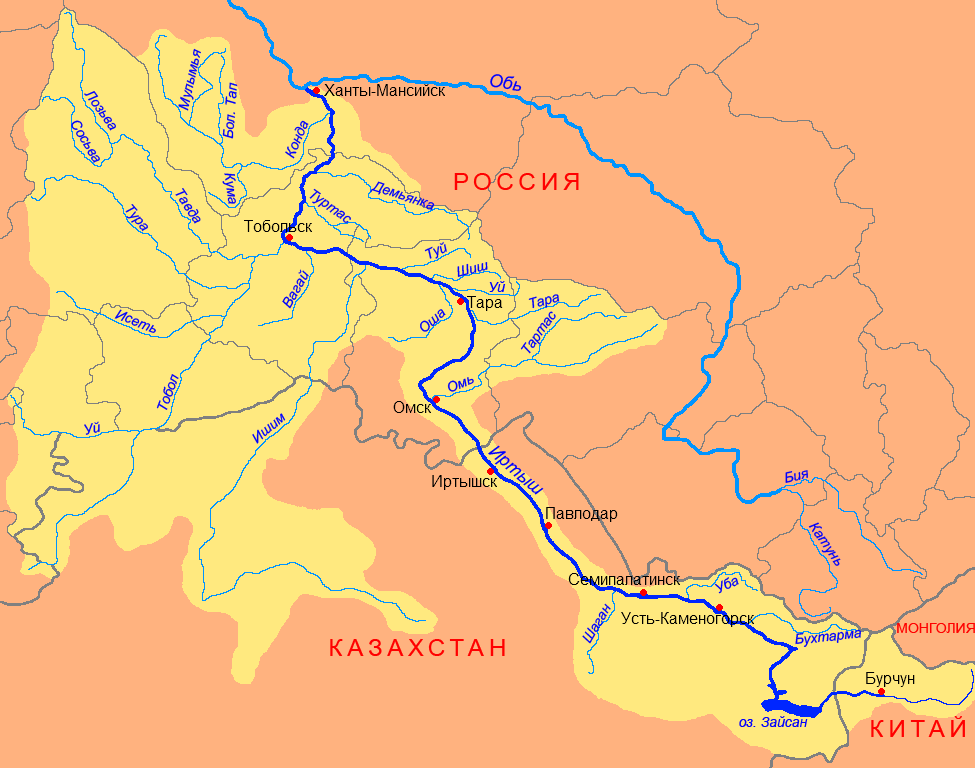
Бассейн Иртыша

Река берёт своё начало на западных склонах Монгольского Алтая, где до впадение в озеро Зайсан известна под названием Чёрный Иртыш. Регулируется Бухтарминским и Усть-Каменогорским водохранилищами в промежутке между Зайсаном и Усть-Каменогорском. До Семея в Иртыш впадают Бухтарма и Уба. Затем он выходит на Западно-Сибирскую равнину и течёт на северо-запад, не принимая значительно крупных притоков до Омска. В этом промежутке русло реки извилистое и неустойчивое, многорукавное, ширина долины варьируется от 5 до 19 км, у Омска сужается до 2 км, пойма имеет большое количество стариц и озёр. От Омска до Тобольска Иртыш принимает крупные притоки, такие как Омь, Тара (правые) и Ишим, Вагай (левые), вследствие чего долина расширяется до 6—8 км, а русло образует большие излучины. Ниже впадения в Иртыш Тобола река течёт на север по наиболее заболоченной части Западно-Сибирской равнины. Долина расширяется до 10—20 км, близ устья 35 км, русло расширяется до 1,2 км, становится многорукавным, имеет острова.

### Гидрология
Питание смешанное, в верхнем течении снеговое и ледниковое, в нижнем — снеговое, дождевое и грунтовое. В верхнем течении половодье длится с апреля до октября, максимум до июля, в нижнем с конца мая до сентября, максимум до июня. В верхнем течении вода замерзает в конце ноября, в нижнем — в начале ноября. Продолжительность ледохода составляет 3—8 дней. Средняя толщина льда варьируется от 65 до 100 см, в низовьях максимальная ширина достигает 130 см. Среднее число дней с ледоставом составляет 161—176. Годовой объём стока составляет 95 км³. Среднегодовой расход воды у Усть-Каменогорска составляет 590 м³/с, Семея — около 960 м³/с, Омска — 900 м³/с, Усть-Ишима —1208 м³/с, Тобольска — 2140 м³/с, в устье около 3000 м³/с. Колебания уровня воды выше Зайсана достигают 4,4 м, у Омска — 7 м, Усть-Ишима — 12,7 м, к устью они уменьшаются. К затоплениям подвержены некоторые прибрежные населённые пункты, такие как Омск, Тобольск и Ханты-Мансийск. Среднегодовая мутность воды составляет 150 г/м³, в отдельных фазах стока может достигать до 1200 г/м³. 

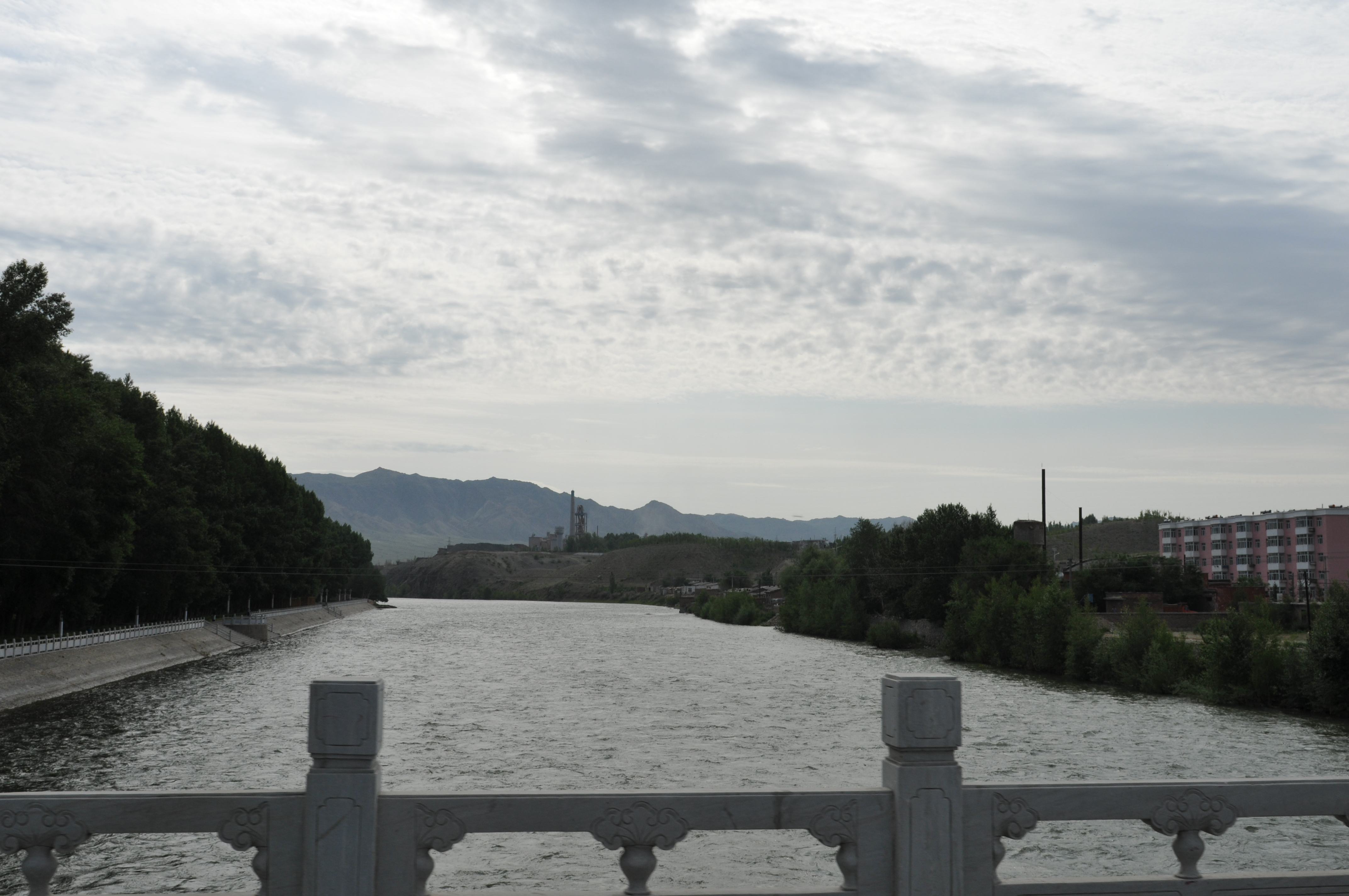
Вид на Эрцисыхэ в посёлке Кёктокай в Синьцзяне (Китай)

| Средний расход воды (м³/с) реки Иртыш по месяцам с 1930 по 1990 гг. (замеры производились на гидрологическом посту в Тобольске) |

### Чёрный Иртыш
Чёрный Иртыш (кит. 额尔齐斯河 — É'ěrqísī hé или 喀拉额尔齐斯河 (Kālā-É'ěrqísī hé); каз. Қара Ертіс) — верхнее течение реки Иртыш, от истока до впадения в озеро Зайсан.
Одно из названий верхних притоков Иртыша — тюркское Кара-Ирцис, «Чёрный Иртыш», что применено в этом названии не в значении чёрный, а в смысле земля, то есть Кара-Ирцис — Иртыш, начинающийся из родника (из земли).
Вода из Чёрного Иртыша поступает в центр нефтегазовой промышленности Синьцзян-Уйгурского автономного района город Карамай по каналу «Чёрный Иртыш — Карамай» длиной более 300 км и шириной 22 метра (26 % водности Иртыша). Часть стока Чёрного Иртыша поступает в озеро Улюнгур, в результате чего площадь озера за последнее время увеличилась на 200 км². Официально для канала «Чёрный Иртыш — Карамай» Китай отбирает более 2 км³ в год. Канал «Иртыш—Урумчи» направлен на водоснабжение Таримского бассейна, где обнаружены крупные месторождения нефти и газа.
На территории Казахстана имеется единственный мост через Чёрный Иртыш в районе села Боран.

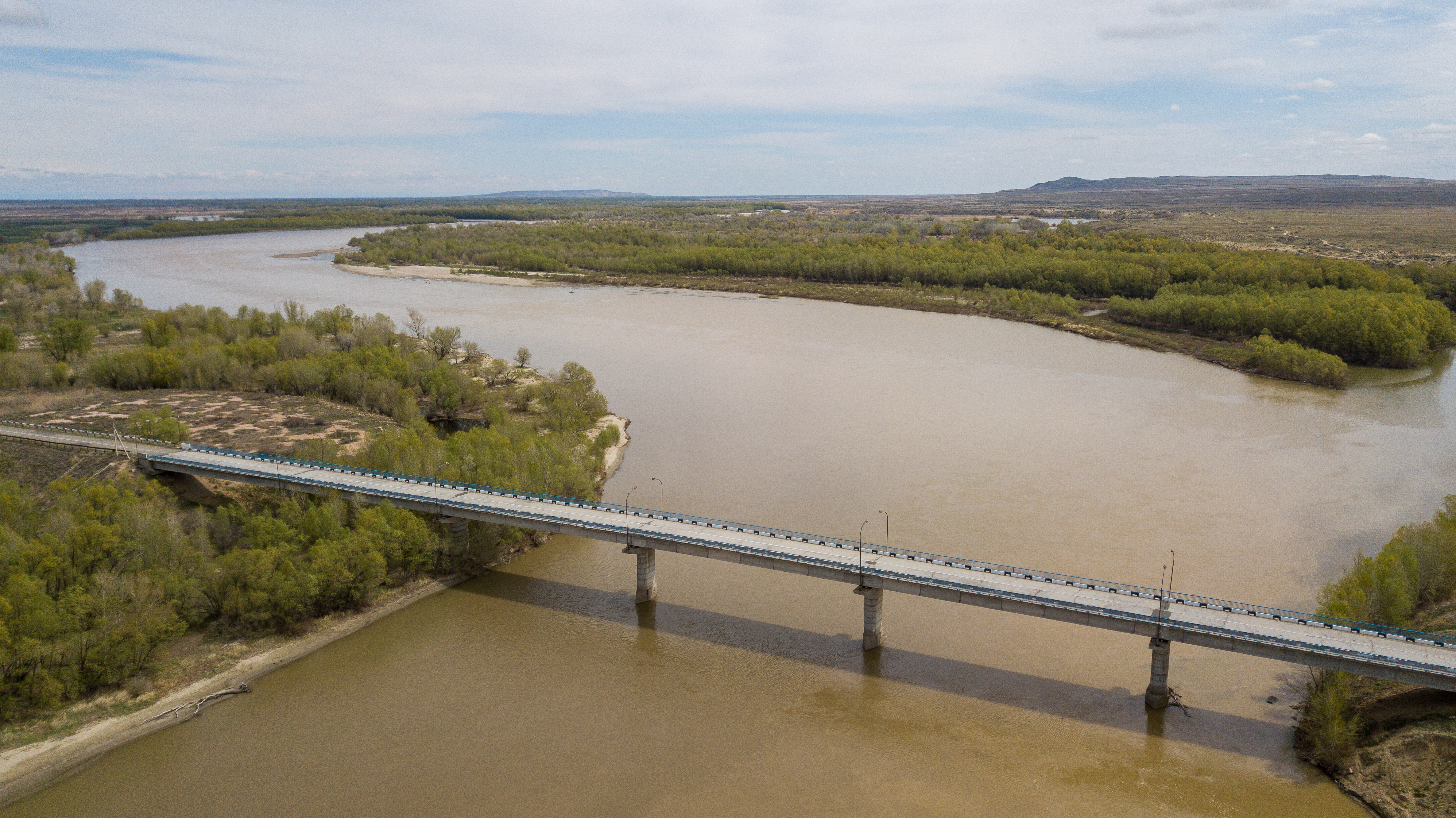
Автомобильный мост через Чёрный Иртыш, май 2019

Семейский подвесной мост через Иртыш (Казахстан)

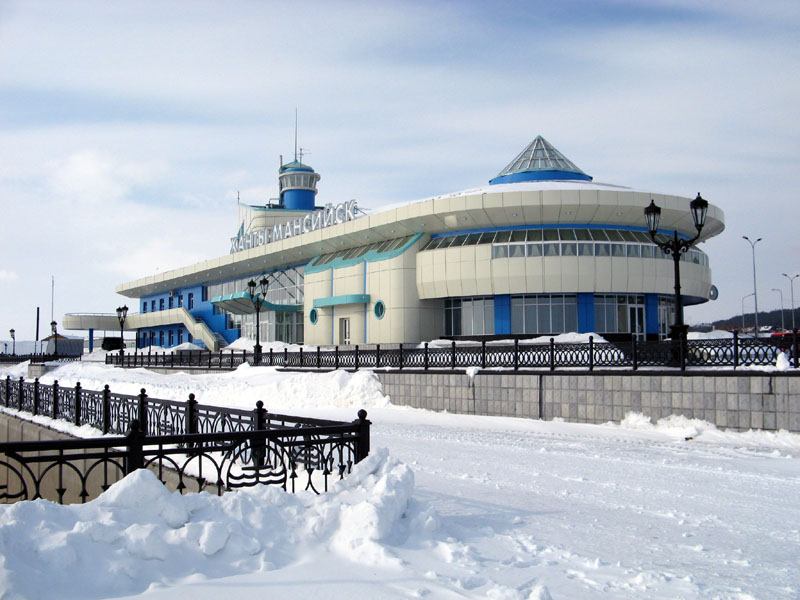
Речной вокзал на Иртыше в Ханты-Мансийске

## Состав воды
Вода реки пресная, мягкая. Минерализация воды колеблется в зависимости от сезона от 136 до 253 мг/дм³, в половодье до 300—324 мг/дм³ в зимний период, увеличиваясь по длине Иртыша с юга на север до Усть-Ишима, за пределами Омской области несколько снижается до впадения в Обь. Солевой состав Иртыша гидрокарбонатный кальциевый, реже натриевый.

## Растительный и животный мир
В Иртыше обитают 23 вида рыб, из них 17 промысловых. Имеются представители осетровых (сибирский осётр, стерлядь), сиговых (Coregoninae) (нельма, муксун, ряпушка сибирская), карповых (язь, карп, лещ, плотва, краснопёрка, елец, серебряный и золотой карась и др.), щуковых (щука), окунёвых (окунь, судак, ёрш), налимовых (налим).

## Притоки
Притоки: Бурчун, Калжыр, Курчум, Нарым, Бухтарма, Ульба, Уба, Кызылсу, Чар, Тобол, Камышловка, Омь, Тара, Уй, Шиш, Ишим, Оша, Шаган, Конда, Усолка, Вагай, Демьянка.

## Населённые пункты
Города на Иртыше от истока к устью: Кёктокай (Фуюнь), Бурчун (все — Китай), Серебрянск, Усть-Каменогорск, Семей (Семипалатинск), Курчатов, Аксу, Павлодар (все — Казахстан), Омск, Тара, Тобольск, Ханты-Мансийск (все — Россия).

## Хозяйственное использование
Воды Иртыша используются для питания канала Иртыш — Караганда (забор воды из Иртыша в канал в среднем 75 м³/с (2,4 км³/год)), для водоснабжения и орошения. В степной и лесостепной зонах на Иртыше создано большое количество малых водохранилищ для орошения, рыборазведения и рекреации.
Регулярное судоходство на 3784 км от нижнего бьефа Усть-Каменогорской ГЭС до устья. Навигация с апреля по ноябрь. На реке курсирует ледокольно-пожарное судно «Ледокол-2».
В настоящее время ОАО «Иртышское пароходство» осуществляет многодневные пассажирские маршруты на линиях Омск — Салехард (через Тобольск и Ханты-Мансийск). На период трёхмесячной навигации по этому маршруту ходят теплоходы «Чернышевский» и «Родина». На сегодняшний день это один из немногих сохранившихся речных пассажирских маршрутов в России.
На 2020 год выработка гидроэнергетических ресурсов составляет приблизительно 5 млрд кВт⋅ч в год. Ниже озера Зайсан на Иртыше построен Иртышский каскад ГЭС, включающий в себя Бухтарминскую, Усть-Каменогорскую и Шульбинскую ГЭС.
В 2010 году разработан проект строительства низконапорной плотины севернее Омска — Красногорский гидроузел. Проект осуществляется по целевой программе Омской области «Строительство Красногорского водоподъёмного гидроузла на реке Иртыш».
В 2023 году был обнародован проект строительства Семипалатинской ГЭС мощностью около 300 МВт, электростанция может быть построена к 2030 году.

## Достопримечательности

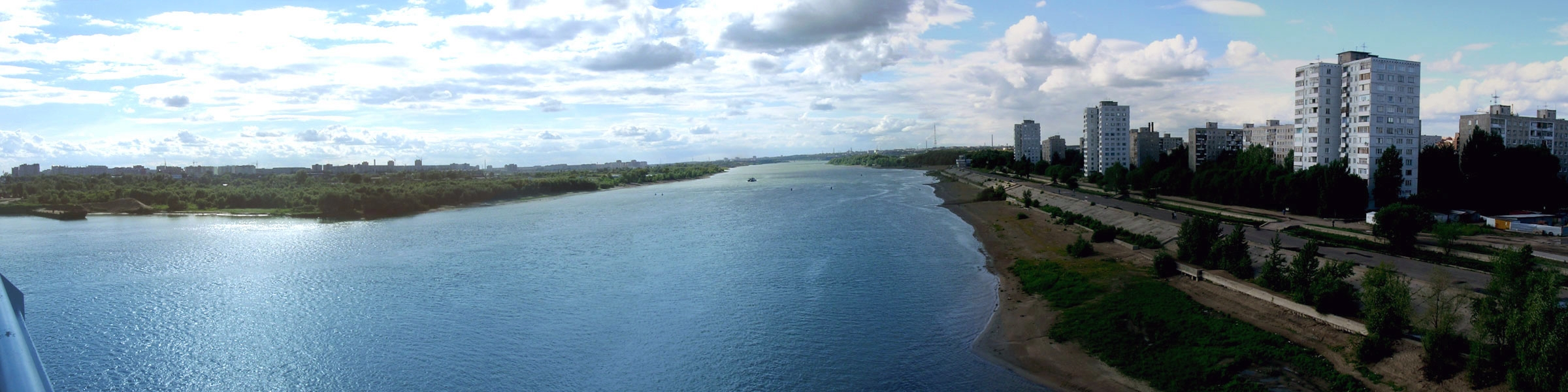
Вид на Иртыш с метромоста им. 60-летия Победы (Омск)

Вдоль Иртыша и в его окрестностях находится большое количество памятников природы, памятников истории и памятников архитектуры, объекты экологического и геологического туризма. В Павлодарской области на берегу Иртыша находится уникальный палеонтологический памятник «Гусиный перелёт». В Омске на левом берегу Иртыша — природный парк «Птичья гавань», который находится на пути миграции птиц.
На правом берегу реки в районе села Боровое Павлодарской области, во время раскопок одного из Иртышских курганов в 1960 году, был обнаружен памятник древнетюркского письма.
На правом берегу реки в районе посёлка Новая Станица Омского района Омской области расположен геологический памятник природы «Берег Черского».

## Загрязнение
Ежегодно тонны бытовых отходов смываются в Иртыш с прибрежных малых рек города Семея. На участке от с. Татарка до пос. Черлак Иртыш загрязнён главным образом нефтепродуктами и фенолами.
3 апреля 2022 года в Казахстане на участке железной дороги Оскемен-Кумыстау сошли с рельсов 18 вагонов поезда груженные рудой и шлаком, 6 вагонов упали в реку Иртыш. В результате аварии произошло загрязнение реки, в реке выявлено превышение концентрации цинка и меди. По состоянию на 8 мая 2022 года затонувшие вагоны и загрязняющий реку груз не были извлечены из реки, так как у компании-перевозчика отсутствуют технические средства для их поднятия.